# Indlandsis de la Antártida Oriental

Mapa de la Antártida.

El indlandsis de la Antártida Oriental, o capa de hielo de la Antártida Oriental (EAIS, por sus siglas en inglés), es una de las dos mayores  capas de hielo en la Antártida y la más grande del planeta. Se sitúa en la Antártida Oriental, entre el meridiano 45 oeste y 168° este.
La capa de hielo de la Antártida Oriental es considerablemente más grande, en términos de superficie y masa, que la de Antártida Occidental (WAIS, por sus siglas en inglés), de la que está separada por las montañas Transantárticas. Descansa sobre una gran masa de tierra, a diferencia de la capa de hielo occidental que descansa principalmente sobre roca madre debajo del nivel del mar. El indlandsis oriental tiene la capa de hielo más gruesa de la Tierra, con un espesor medio de más 2200 metros y un espesor máximo de casi 4800 metros. El polo sur geográfico y la Base Amundsen-Scott se encuentran dentro de los límites de la capa de hielo de la Antártida Oriental.

## Cambios de la masa de hielo
El enfoque internacional en el calentamiento global ha llamado la atención sobre el derretimiento de los casquetes polares. Un análisis inicial de los datos obtenidos con el proyecto GRACE indicó que la masa de hielo de la capa de la Antártida Oriental está disminuyendo a una tasa anual de 57 mil millones de toneladas, y que el «total» de la capa de hielo de la Antártida (incluido las zonas costeras de los indlandsis de la Antártida Oriental y Occidental) esta disminuyendo a una tasa anual de 152 kilómetros cúbicos, (lo que equivale a aproximadamente 139 mil millones de toneladas).  Sin embargo, una estimación más reciente, publicada en noviembre de 2012, basada en los datos de GRACE y en un modelo de ajuste isostático glacial mejorado, indicó que la capa de la Antártida Oriental ganó masa entre 2002 y 2010 a una tasa de 60 ±13 Gt/año. 
El enfriamiento en la Antártida Oriental durante las décadas de 1980 y 1990 compensó parcialmente el calentamiento de la capa de hielo de la Antártida Occidental, cuya temperatura subió a una tasa de más de 0,1 °C/década en los últimos 50 años a partir de 1957.
Se ha estimado que durante el Pleistoceno, el espesor de la capa de hielo de la Antártida Oriental disminuyó al menos 500 metros, y que el adelgazamiento desde el Último Máximo Glacial era inferior a 50 metros y probablemente comenzó después de 14 ka.

## Reclamaciones territoriales
Muchos países mantienen reclamaciones territoriales sobre partes de la Antártida. Dentro de los límites de la capa de hielo de la Antártida Oriental, el Reino Unido, Francia, Noruega, Australia, Chile y Argentina reclaman una porción (a veces superpuesta) como territorio.